# جورج ميتكالف
جورج ميتكالف (بالإنجليزية: George Metcalf)‏ (1885 في المملكة المتحدة - ) هو لاعب كرة قدم بريطاني (وحمل سابقاً جنسية المملكة المتحدة لبريطانيا العظمى وأيرلندا) في مركز الدفاع. لعب مع نادي سندرلاند وهدرسفيلد تاون ونادي  شيلدز الشمالية ‏.